# Ермолово (Липецкая область)
Ермо́лово — деревня Грызловского сельского поселения Долгоруковского района Липецкой области.

## География
Ермолово находится в северной части Долгоруковского района, в 22 км к северу от села Долгоруково. Располагается на правом берегу реки Быстрая Сосна.

## История
Ермолово основано не позднее начала XX века. Впервые упоминается в 1907 году как деревня «Ермоловка». Позднее получила современное название.
По переписи населения СССР 1926 года в Ермолово отмечается 75 дворов, 403 жителя. В 1932 году — 556 жителей.
С 1928 года в составе Долгоруковского района Елецкого округа Центрально-Чернозёмной области. После разделения ЦЧО в 1934 году Долгоруковский район вошёл в состав Воронежской, в 1935 — Курской, а в 1939 году — Орловской области. С 6 января 1954 года в составе Долгоруковского района Липецкой области.

## Население
| 2010 |
| ---- |
| 37   |

## Транспорт
Асфальтированной дорогой связана с деревнями Набережная Первая, Набережная Вторая и Рог.